# Corte Real Hachemita
La Corte Real Hachemita (RHC) (en árabe: الديوان الملكي الهاشمي‎, romanizado: Al-Diwan Al-Malaki Al-Hāshimy) que históricamente se conoce como Al-Maqar (ِla Sede; en árabe: المقر‎), es el vínculo administrativo y político entre el rey de Jordania y el régimen jordano que incluye a las autoridades constitucionales (gubernamentales, legislativas y judiciales), las Fuerzas Armadas y los Servicios de Seguridad. También actúa como el principal organismo responsable de supervisar la relación entre el rey y el pueblo jordano.
Establecida en 1946, en el momento de la independencia del Reino Hachemita de Jordania, la RHC es la institución oficial que supervisa la preparación e implementación de las actividades locales e internacionales del rey, al tiempo que proporciona el apoyo político, administrativo y diplomático al estado para que pueda cumplir con las tareas que le confía la constitución.

## Oficiales superiores
- Yousef Issawi[1]
- Bisher Al-Khasawneh